# Tachikawa Ki-55
Die Tachikawa Ki-55 (alliierter Codename „Ida“) war ein Fortgeschrittenen-Schulflugzeug der Kaiserlich Japanischen Armee im Zweiten Weltkrieg.

## Entwicklung
Aufgrund der guten Flugeigenschaften der Tachikawa Ki-36 war dieses Flugzeug hervorragend als Schulflugzeug geeignet. Dies führte zur Entwicklung der Ki-55 mit nur einem Maschinengewehr. Nach einem im September 1939 erfolgreich absolvierten  Versuchsprogramm ging die Ki-55 als Fortgeschrittenen-Schulflugzeug Typ 99 für die Armee in die Serienproduktion.
Bis zum Ende der Fertigung im Dezember 1943 wurden 1389 Flugzeuge dieses Typs hergestellt.
Die Ki-55 erhielt aufgrund des nahezu identischen Erscheinungsbildes den gleichen alliierten Codenamen „Ida“ wie die Ki-36.

## Varianten
- Ki-36: Zweisitziges Verbindungsflugzeug
- Ki-72: Verbesserte Version, wurde jedoch nicht mehr gebaut.

## Betreiber
Chinanationalchinesische Luftstreitkräfte, erbeutete Flugzeuge
 Volksrepublik ChinaDie chinesischen Luftstreitkräfte flogen gegen Ende 1945 mehr als 30 erbeutete Ki-55. Die letzten 14 davon wurden erst 1953 außer Dienst gestellt.
 JapanKaiserlich Japanische Heeresluftstreitkräfte
 ThailandKöniglich Thailändische Luftstreitkräfte
 SüdkoreaVon den Luftstreitkräften der Koreanischen Republik wurden einige von den Japanern nach dem Krieg dort zurückgelassene Flugzeuge eingesetzt.

## Technische Daten
| Kenngröße             | Daten                                                                 |
| --------------------- | --------------------------------------------------------------------- |
| Besatzung             | 2                                                                     |
| Länge                 | 8,00 m                                                                |
| Spannweite            | 11,80 m                                                               |
| Höhe                  | 3,64 m                                                                |
| Flügelfläche          | 20 m²                                                                 |
| Leermasse             | 1292 kg                                                               |
| maximale Startmasse   | 1721 kg                                                               |
| Triebwerk             | ein 9-Zylinder-Sternmotor Hitachi Ha-13a mit 380 kW (517 PS) Leistung |
| Höchstgeschwindigkeit | 348 km/h                                                              |
| Reisegeschwindigkeit  | 235 km/h                                                              |
| Reichweite            | 1060 km                                                               |
| Gipfelhöhe            | 8150 m                                                                |
| Bewaffnung            | ein festes, nach vorne gerichtetes 7,7-mm-MG                          |